# Giles Milton
Pour les articles homonymes, voir Milton.
Giles Milton (né le 15 janvier 1966) est un  écrivain britannique spécialisé dans les récits historiques. Il a aussi écrit quelques romans. Ses livres le plus connus sont Les saboteurs de l’ombre (Churchill's Ministry of Ungentlemanly Warfare) et La guerre de la noix de muscade (Nathaniel's Nutmeg).
Ses livres ont été traduit en trente langues et se sont vendus à plus d'un million d'exemplaires au Royaume-Uni. Il a aussi écrit et présenté la série de podcasts Ministry of Secrets, produite par Sony.
Milton est membre du directoire de la London Library.

## Biographie
Natif du Buckinghamshire, Milton a fréquenté l’Université de Bristol. Il partage aujourd'hui son temps entre Londres et sa résidence en Bourgogne. Il est marié à l’illustratrice Alexandra Milton, et ils ont trois filles.
Giles Milton devient célèbre avec un best-seller, La Guerre de la noix de muscade (1999), récit épique (mis en ondes par la BBC) de la lutte entre Anglais et Néerlandais pour le contrôle de la route des épices au XVIIe siècle. Suivent trois autres récits d'exploration : Les Aventuriers de la reine, Samouraï William et Captifs en Barbarie, consacrés aux premières expéditions anglaises en Virginie, en Extrême-Orient et au Maghreb, et dans lesquels l'auteur s'intéresse aux racines du colonialisme européen aux XVIIe et XVIIIe siècles. Ces premiers livres s'appuient tout autant sur des sources inédites (journaux intimes, carnets de voyages et correspondance) que sur les archives officielles (celles, notamment, de la Compagnie des Indes Orientales, aujourd'hui conservées à la British Library) ou les anthologies de voyage compilées au XVIe siècle par Richard Hakluyt et Samuel Purchas.
Ses essais postérieurs marquent un retour vers le XXe siècle : dans Le Paradis perdu (2008), il enquête sur le saccage de Smyrne en 1922 et la montée de l'intolérance. Là encore, Milton s'inspire des carnets de voyage et de la correspondance personnelle de Levantins de Smyrne. L'essai intitulé Wolfram, un jeune rêveur face aux nazis (2012) offre un récit vivant de la vie quotidienne d'un jeune allemand enrôlé dans la Wehrmacht à la fin de la guerre ; Roulette russe (2013) met aux prises un groupe d'agents britanniques avec les Soviets entre Moscou, Petrograd et Tachkent dans les mois qui suivent la Révolution d'octobre. Milton fait fond sur des sources inédites qu'il a dénichées dans les archives de l’Indian Political Intelligence, antenne indienne du deuxième bureau de l'Empire britannique. « Les Miscellanées » (Fascinating Footnotes from History) est un pot-pourri d'anecdotes sur la « petite histoire ».

## Œuvres

### Romans
- Edward Trencom's Nose : A Novel of History, Dark Intrigue, and Cheese, 2007
  - Le nez d'Edward Trencom : Les aventures héroïques et byzantines d'un fromager londonien, Éditions Buchet-Chastel, 2007
- According to Arnold : A Novel of Love and Mushrooms, 2009
  - Le monde selon Arnold, Éditions Buchet-Chastel, 2010
- Wolfram: The Boy Who Went To War, 2011
  - Wolfram, un jeune rêveur face aux nazis, Éditions Noir sur Blanc, 2012
- Russian Roulette : A Deadly Game: How British Spies Thwarted Lenin's Global Plot, 2013
  - Roulette russe, Éditions Noir sur Blanc, 2015
- The Perfect Corpse, 2014
  - Le cadavre était presque parfait, Éditions Buchet/Chastel, 2016

### Essais
- Nathaniel's Nutmeg: How One Man's Courage Changed the Course of History, 1999
  - La Guerre de la noix de muscade, Les Éditions Noir Sur Blanc, 2000
- Big Chief Elizabeth: The Adventures and Fate of the First English Colonists in America, 2000
  - Les Aventuriers de la reine : à l'assaut du Nouveau Monde, Les Éditions Noir Sur Blanc, 2002
- The Riddle and the Knight: In Search of Sir John Mandeville, 2001
- Samurai William: The Englishman Who Opened Japan, 2002
  - Samouraï William, Les Éditions Noir Sur Blanc, 2003
- White Gold: The Extraordinary Story of Thomas Pellow and North Africa's One Million European Slaves, 2005
  - Captifs en Barbarie : L'histoire extraordinaire des esclaves européens en terre d'Islam, Les Éditions Noir Sur Blanc, 2006
- Paradise Lost: Smyrna, 1922, 2008
  - Le Paradis perdu. 1922: la destruction de Smyrne, Les Éditions Noir Sur Blanc, 2010
- Les saboteurs de l’ombre, Noir et blanc, 2018.
- D-Day: The Soldiers' Story, 2018
  - D-Day : les soldats du débarquement, traduction de Florence Hertz, Les Éditions Noir Sur Blanc, 2019  (ISBN 978-2882505644).
- Berlin année zéro: La première bataille de la guerre froide., 2022, Éd. Noir Blanc,  (ISBN 978-2882507426).